# Hadronyche venenata
Hadronyche venenata is een spinnensoort uit de familie Atracidae. De soort komt voor in Tasmanië.